# Lamprolonchaea ustulata
Lamprolonchaea ustulata är en tvåvingeart som beskrevs av Mcalpine 1964. Lamprolonchaea ustulata ingår i släktet Lamprolonchaea och familjen stjärtflugor.
Artens utbredningsområde är Nordmarianerna. Inga underarter finns listade i Catalogue of Life.